# 抗うつ薬中断症候群
抗うつ薬中断症候群（こううつやくちゅうだんしょうこうぐん、 Antidepressant discontinuation syndrome）とは、抗うつ薬の断薬や服用量の減量に続いて生じてくる一連の症状である。この症状は、用量の減量あるいは完全に断薬した離脱時に生じる可能性があり、各薬剤の消失半減期および患者の代謝による。初期には離脱反跳（withdrawal reaction）と認識されていた。
対象となる薬物には選択的セロトニン再取り込み阻害薬（SSRI）、三環系抗うつ薬、モノアミン酸化酵素阻害薬（MAOI）、非定型抗うつ薬（たとえばベンラファキシン、ミルタザピン、トラゾドン、デュロキセチンなど）が含まれる。とくにSSRIにおいてはSSRI離脱症候群と呼ばれる。
症状には、風邪のような症状、不眠、吐き気、ふらつき、感覚障害、過剰覚醒が挙げられる。抗うつ薬を6週間以上服用した患者の、おおよそ20%にこの症候が見られるとされ、投薬期間が長い、また半減期が短い薬であるほど発生しやすい。2018年のシステマティックレビューでは出現率は平均56%（27-86%の範囲）で46%が重症となり、症状の期間が数か月までにわたることも珍しくはない。抗うつ薬治療が6-8週間未満であれば、症状が起こることはまれである。
その症状の詳細は、薬剤の処方数の多さを踏まえて議論されてきた。それにもかかわらず、二重盲検化された偽薬対照試験は、統計的また臨床的に有意に、SSRIの中止が困難であるということを実証した。
2003年の世界保健機関（WHO）の報告によれば、研究者が「SSRI中断症候群」のような用語を用い、薬物依存症との関連付けを避けていることも指摘されている。評論家は、製薬業界が薬物遊びや違法薬物と、抗うつ薬依存との差別化を図るために既得権益を持っていると主張している。主張によると、「離脱症状」という言葉が、医療を必要としているかどうか、患者を怯えさせ顧客を敬遠させるものであるという。

## 症状
| 症状               | SSRI | 非定型 抗うつ薬 | 三環系 抗うつ薬 | MAOI |
| ------------------ | ---- | --------------- | --------------- | ---- |
| かぜ様症状         | +    | +               | +               | -    |
| 頭痛               | +    | +               | +               | +    |
| アパシー           | +    | +               | +               | -    |
| 腹部痙攣           | +    | -               | +               | -    |
| 腹痛               | +    | -               | +               | -    |
| 食欲障害           | +    | +               | +               | -    |
| 下痢               | +    | +               | -               | -    |
| 吐き気/嘔吐        | +    | +               | +               | -    |
| 不眠症             | +    | +               | +               | +    |
| 悪夢               | +    | +               | +               | +    |
| 運動失調           | +    | -               | +               | -    |
| 目まい             | +    | +               | +               | -    |
| 立ちくらみ         | +    | -               | +               | -    |
| めまい             | +    | +               | +               | -    |
| ぼやけた視界       | +    | -               | -               | -    |
| 電気ショック感覚   | +    | +               | -               | -    |
| 痺れ               | +    | -               | -               | -    |
| 感覚異常           | +    | +               | -               | -    |
| アカシジア         | +    | +               | +               | -    |
| ミオクローヌス     | -    | -               | -               | +    |
| パーキンソン症候群 | +    | -               | +               | -    |
| 震え               | +    | -               | +               | -    |
| 攻撃性/神経過敏    | +    | -               | -               | +    |
| 攪拌               | +    | -               | +               | +    |
| 不安               | +    | +               | +               | -    |
| 気分の落ち込み     | +    | +               | +               | +    |
| 緊張病             | -    | -               | -               | +    |
| せん妄             | -    | -               | -               | +    |
| 妄想               | -    | -               | -               | +    |
| 幻覚               | -    | -               | -               | +    |

症状には右が挙げられる。症状はたいてい弱く、1-2週間ほど続く。

### "脳への衝撃"感覚
「脳への衝撃」「脳ショック」「脳の震え」などと表現される離脱症状を、抗うつ薬の中断・減薬中に経験すると報告されている。この症状は、めまい、電撃の感覚、発汗、吐き気、不眠、振戦、混乱、悪夢、めまいなどを共通として、多種多様に表現されるが、因果関係は分かっていない。MedDRAにてこの症例の記載は薬物有害反応レポートであり、知覚異常とされている。
1997年の調査では、一部の医療専門家にとって、これらの症状が抗うつ薬の離脱症状であるとの確信を持っていないとされた。2005年の有害事象研究では、電撃の症状の報告は、パロキセチンが突出していると報告されている。

## 機序
正確な機序は不明であり、様々な要因に起因する場合がある。

## 疫学
2018年のシステマティックレビューでは14件の研究から離脱症状の出現率は平均56%（27-86%の範囲）であり、患者への告知、ガイドラインの更新が必要とされる。46%が重症となり、症状の期間が数か月までにわたることも珍しくはない。
ある観測的研究によれば、症状出現率は以下であり、平均発症日数は2日後、平均症状日数は5日間であった。
- フルオキセチン - 9%
- パロキセチン - 50%

別のRCT研究によれば、症状出現率は以下であった。
- フルオキセチン - 14%
- パロキセチン - 66%
- セルトラリン - 60%

半分以上の人が3年以上抗うつ薬を服用したというオンラインアンケートでは、離脱症状は55%の人々に生じており、3〜15年抗うつ薬を使用した人々のオンラインアンケートでは73.5%に離脱症状があったとの回答があった。

## 予防と治療
患者には薬の半減期について告知すべきである。また患者には、もしフルオキセチン（プロザック、日本未発売）のような半減期の長い薬を短いものに変更する時は、薬を定期的に服用することが大切だと告知すべきである。患者に抗うつ薬を投与する際は、事前に服薬自己中断のリスクについて説明し了解を得るべきである。
フルオキセチンでは、患者は多くの場合、不快感を覚えずに断薬できるが、しかしベンラファキシンやパロキセチン、デュロキセチン、エスシタロプラム・シュウ酸塩、セルトラリンのような（10時間作用の）半減期の短いSSRIは、この症状を生じさせる可能性がある。作用時間の短いSSRIを減薬する際には、半減期の長い（フルオキセチン：プロザック、またはシタロプラムなど）を選択し、それらを減薬することで、離脱症候の症状の軽減と断薬の成功率を上げることができる。
症状は、もともとのSSRIを力価の低い類似のSSRIに置換するか、または数週間から数カ月かけてゆっくりと投与量を減量することで防ぐことができる。しかし、こうした減薬によって離脱症候群が生じないことを保障するものではなく、突然と断薬するよりも安全であるということだけである。少しずつの減薬は、錠剤を砕いたり溶液化することで実施する。または粉末形状の薬剤も、減量に用いることができる。たとえばサインバルタの20mgゲルカプセルは20、15、10、5、2.5mgに分割することができる。
治療は、断薬時の反応の重篤度と、さらに抗うつ薬治療が必要かどうかにかかっている。さらに抗うつ薬による治療が必要な場合は、抗うつ薬の再投与だけが唯一の方法であり、これはたいてい薬物が患者に不適合だった場合である。抗うつ薬がもはや必要ないかどうかは、症状の重症度による。軽度の症状の場合は、励ましのみでよいだろう。中等度の場合は、症状の管理が必要な場合がある。ベンゾジアゼピンは不眠の対応に用いられるが、しかしながら、ベンゾジアゼピンの離脱は重篤で長期間に渡ることを考慮することが非常に重要である。症状が重篤であったり、治療に効果がない場合、抗うつ薬を再服用し、再度より慎重に減薬する必要がある。
重篤な離脱症状を経験した人は、セロトニン作動性活動の抜本的な低下を避けるため、週5％（または月、あるいはそれ以上）の投与量削減が求められる。しかしいくつかのケースでは、少しずつ断薬しても離脱症候群が起こっている。
半減期の長いSSRIへ切り替えて、それを減薬することは離脱症状の軽減につながる。SSRI離脱症候群の患者に、現在の薬の代用として多くの医師がフルオキセチン（プロザック、日本未発売）を使用するように助言している。
| 勧告                                                                                             | エビデンスレベル |
| ------------------------------------------------------------------------------------------------ | ---------------- |
| 抗うつ薬中断症候群について、診断において高い注意を払う                                           | C                |
| 患者が断薬の助けを求めていないか、また患者が自己判断で抗うつ薬を中断しようとしていないか気を配る | C                |
| うつ病や他の疾患の再発と、中断症候群の違いについて区別する                                       | C                |
| 提案された減薬レジメに従って、徐々に断薬する                                                     | C                |

### 妊娠/授乳中の注意
2006年7月19日に米国食品医薬品局（FDA）は授乳中の母親は、SSRIの服用に関して医師と相談する必要があると警告を発した。
妊娠中の女性が服用すると、SSRIが胎盤と新生児に影響を及ぼす可能性がある。SSRIは先天性奇形とは無関係であるが、新生児禁断症候群（NAS）と遷延性肺高血圧症（PPH）の新生児合併症との関係を示唆しているいくつかの証拠がある。
2003年11月の調査でSSRI離脱症候群は、SSRIの使用で新生児痙攣や離脱症候群に合計93例が関連していたと報告されていた。その後発表された研究では、医師が慎重に回避したり精神疾患と妊娠中の女性にSSRIの処方を管理するべきであると結論付けた。
妊娠中のSSRIの突然の断薬は、重篤な合併症を引き起こす危険性が高いので、推奨できない。SSRIの突然の断薬は希死念慮や重度のリバウンド効果等の極端な離脱症状のリスクが高い。妊婦に精神疾患が存在するなら、妊娠中の母親の入院につながることができ、潜在的に自殺未遂、母体、胎児の死を回避できる可能性がある。

### SNRIの中止
SNRIは、セロトニンとノルアドレナリンの両方の再取り込みを阻害する。SNRIは主にベンラファキシンとデュロキセチンの2種類が幅広く用いられている。さらにデスベンラファキシンが加わった。
デュロキセチン
デュロキセチン（製品名サインバルタ）を製造するイーライリリー社は「急激な断薬はすべきではない。それにより、めまい・ピンや針の感覚、吐気・入眠困難・激しい夢・頭痛・震え・扇動・不安を引き起こす。離脱症状は一時的なものである」と警告している。これらは、薬について肉体的依存の可能性があり、SSRI使用者には見られない渇望・衝動的使用・長期間の再発リスクなどの薬物依存がある。

## 長期の副作用
性機能不全(性欲減退、性器麻痺、勃起不全)が、数年間の服用の後に断薬した場合、非常に少ないケースで確認されている。
SSRIの遷延性離脱症候群については、性機能不全以外に文献への記載はない。
離脱症状は、動揺、不安、アカシジア、パニック発作、短気、敵意、攻撃性、気分の悪化、神経不安、泣きまたは情緒不安定、活動過多または活動亢進、離人症、集中力の低下、思考速度の低下、混乱と記憶及び集中の困難でもあった。一部の人々は、オメガ3魚油のサプリメントがSSRI離脱症状のいくつかが軽減されることを報告している。

## 歴史
SSRI中断後に離脱症状が生じるという初の報告は、1992年、フルボキサミンに関してであった（商標名はルボックス[米]、Faverin[英]）。英国医薬品安全性委員会は、1993年にパロキセチン（パキシル、セロクセイト）に結びついた離脱症状を報告し、また『米国精神医学』誌（American Journal of Psychiatry）がセルトラリン（ジェイゾロフト）について、翌年に同様の報告をした。
SSRIの離脱症状は、1996年のシンポジウムより「SSRI中断症候群」と呼ばれるようになった。以来、同等の意味として用いられている。SSRIはその医学的定義より、依存性はないとされているが、投与の中断により身体的、精神的な症状を発現させている。
1996年、イーライリリー・アンド・カンパニーは、抗うつ薬を止める際に困難な症状を生じた患者の報告の数が増えていること取り組むためのシンポジウムを後援した。
世界保健機関は離脱症候群についての調査を続け、そして記した。
同様に世界保健機関は、抗うつ薬による離脱の順位付けについて言及しており、パロキセチンの離脱症状の報告が最も多く、フルオキセチン（プロザック）は薬物依存症の報告が多い；報告書は以下のように結論する。「3種類のSSRIは、ウプサラ・モニタリング・センターのデータベースに薬物依存症が報告されている薬物の一覧の中で30の最高ランクの薬物の中にある；2002年6月の時点で、合計269の報告が寄せられていた（フルオキセチンは109、パロキセチンは91、セルトラリンは69）」。
2013年に発行された『精神障害の診断と統計マニュアル』第5版（DSM-5）では、「抗うつ薬中断症候群」の診断名が追加され、これはSSRIに限った診断名ではない。